# Huang Wen-Po
Detta är ett kinesiskt namn; familjenamnet är Huang.
Huang Wen-Po (förenklad kinesiska: 黄文博; traditionell kinesiska: 黃文博; pinyin: Huáng Wénbó), född den 29 oktober 1971 i länet Tainan på Taiwan, är en före detta basebollspelare (pitcher) som tog silver vid olympiska sommarspelen 1992 i Barcelona.